# La Iaia
La Iaia és un trio osonenc d'indie folk, liderat per Ernest Crusats i secundat per Jordi Casadesús i Jordi Torrents. Tenen tres discs publicats. Van endur-se el concurs Sona9 de 2010 i han guanyat tres premis Enderrock.

## Carrera artística
El 2010 van publicar un CD autoeditat, titulat El meu vaixell. Aquell mateix any van participar de la 10ª edició del concurs d'artistes novells Sona9, guanyant-ne el primer premi. Com a part del premi, La Iaia va poder enregistrar a l'estudi l'àlbum Les ratlles del banyador (2011), un exercici de trobada entre composició, execució i producció, publicat per Música Global. El disc va rebre l'aclamació de la crítica i el públic català, obtenint sengles premis Enderrock al millor artista revelació.
On és la màgia? es va publicar el 2014 i va obtenir el guardó al millor àlbum de pop-rock, atorgat per la revista Enderrock. El febrer de 2015, el grup va decidir fer una temporada de descans, que es va allargar fins al 2017, quan van tornar amb l'àlbum autoeditat Tornar a ser u.
Ernest Crusats va declarar, el maig de 2021, que malgrat la llarga absència de quatre anys, el projecte de La Iaia seguia actiu.
El 2011 van participar en l'àlbum tribut a Antònia Font, El Pop d'Antònia Font. Versions halògenes, versionant el tema Wa yeah!.

## Membres
- Ernest Crusats (veu, guitarra i autor de les cançons)
- Jordi Casadesús (multinstrumentista)
- Jordi Torrents (bateria)

## Discografia

### Àlbums d'estudi
- 2012 - Les ratlles del banyador (Música Global)
- 2014 - On és la màgia? (Música Global)
- 2017 - Tornar a ser u (autoeditat amb Right Here Right Now Records)

### Participació
- 2011 - El Pop d'Antònia Font. Versions halògenes. (versionant la cançó Wa Yeah! d'Antònia Font)